# الدنوة (السدة)

تعديل مصدري - تعديل

الدنوة هي إحدى قرى عزلة التويتي بمديرية السدة التابعة لمحافظة إب، بلغ تعداد سكانها 616 نسمة حسب تعداد اليمن لعام 2004.